# The Very Best of Chris Rea
The Very Best of Chris Rea – album kompilacyjny Chrisa Rei, wydany w 2001 roku.

## Lista utworów
1. „The Road to Hell (Part 2)” – 4:30
2. „Fool (If You Think It's Over)” – 4:05
3. „Let's Dance” – 4:15
4. „You Can Go Your Own Way” – 3:56
5. „Julia” – 3:55
6. „Stainsby Girls” – 4:08
7. „Tell Me There's a Heaven” – 6:02
8. „Josephine” – 3:36
9. „You My Love” – 5:24
10. „Steel River” – 6:11
11. „On the Beach” – 6:50
12. „I Can Hear Your Heartbeat” – 3:23
13. „All Summer Long” – 3:33
14. „The Blue Cafe” – 4:47
15. „Auberge” – 4:44
16. „Driving Home for Christmas” – 4:01
17. „Nothing to Fear” – 4:30
18. „Saudade Part 1 & 2 (Tribute to Ayrton Senna)” – 6:49